# ژیان‌مرغک حلقه‌بلوطی
ژیان‌مرغک حلقه‌بلوطی (نام علمی: Phyloscartes sylviolus)، گونه‌ای از پرندگان تیرهٔ ژیان‌مرغان است که در جنگل‌های اقیانوس اطلس جنوبی یافت می‌شود.
زیستگاه طبیعی آن جنگل‌های جلگه‌ایم نمناک نیمه‌گرمسیری یا گرمسیری است. به دلیل از بین رفتن زیستگاه نادر می‌شود.